# Yon González
Yon González Luna (Vergara, Guipúzcoa, 20 de mayo de 1986) es un actor y modelo español, hermano del también actor Aitor Luna. Después de su paso por SMS (La Sexta) en el personaje de Andrés, saltó a la fama por su aparición en El internado como Iván Noiret.

## Biografía
Mientras aún estaba estudiando el bachillerato en la localidad de Mondragón decidió trasladarse a Madrid para trabajar en televisión. Su debut interpretativo tuvo lugar en la serie juvenil diaria SMS, en 2006, donde coincidió con jóvenes actores como Amaia Salamanca, Aroa Gimeno, María Castro o Mario Casas.
Finalizada la serie, se incorporó al elenco de El internado para dar vida a Iván Noiret durante las siete temporadas que duró la ficción. Su papel le llevó a ser nominado en el Festival de Televisión de Montecarlo en su 49.ª edición en la categoría de mejor actor de drama y a ser galardonado por la Asociación de Cronistas de Espectáculos de Nueva York como mejor actor revelación. En 2009 debutó en la gran pantalla participando en las películas  Rabia y Mentiras y gordas donde coincidió con sus compañeras en El internado Ana de Armas.
En 2011 retomó su carrera televisiva, pues Manuel Hernández en la serie Gran Reserva, donde compartió reparto con su hermano Aitor Luna. También fue Julio Olmedo en Gran Hotel, serie que se prolongó durante tres temporadas hasta concluir en el primer trimestre del año 2013.
En 2015 estrenó Bajo sospecha, una serie de Antena 3 donde interpretó el papel de un policía infiltrado junto a Blanca Romero, y que se mantuvo dos temporadas en antena. Además, también estrenó dos películas: la comedia Perdiendo el norte junto a Blanca Suárez; y Matar el tiempo, una película de suspenso junto a su hermano Aitor Luna.
En 2016, tras finalizar Bajo sospecha, se rumoreó que iba a interpretar a Arnau Estanyol, personaje protagonista de la nueva serie de Antena 3 La catedral del mar, pero poco después se confirmó que sería su hermano Aitor Luna el que interpretaría dicho personaje. En agosto se confirmó que fichaba por una nueva serie de Bambú Producciones para ser el protagonista de Las chicas del cable, compartiendo reparto con Ana Fernández, Maggie Civantos, Ana Polvorosa y Blanca Suárez. La serie fue la primera serie original española de Netflix y se mantuvo en la plataforma durante cinco temporadas, la última compuesta por dos partes, que finalizó en julio de 2020 y con González como principal protagonista masculino (Francisco Gómez) en todas ellas.
En febrero de 2021 repitió su papel de Iván Noiret para el reboot de El internado titulado El internado: Las Cumbres como cameo en un episodio. Ese mismo año, participó en la película Érase una vez en Euskadi con el personaje de Félix. En 2022, tuvo su papel protagónico en la serie de Netflix 'Los herederos de la tierra, secuela de la serie de Antena '3 de 2018 La catedral del mar, con el papel de Hugo Llor, junto con el rodaje de la serie de basada en el libro homónimo Memento Mori, de César Pérez Gellida, que fue estrenada en 2023.

## Filmografía

### Cine
| Año  | Título                        | Personaje            | Director                        | Notas        |
| ---- | ----------------------------- | -------------------- | ------------------------------- | ------------ |
| 2008 | El forjador de historias      | Víctor               | José Gómezgallego               | Cortometraje |
| 2009 | Mentiras y gordas             | Nico                 | Alfonso Albacete y David Menkes |              |
| 2009 | Muñecos de látex              | Adrián               | Samuel Gutiérrez                | Cortometraje |
| 2009 | Rabia                         | Adrián               | Sebastián Cordero               |              |
| 2011 | Torrente 4: Lethal Crisis     | Peralta              | Santiago Segura                 |              |
| 2011 | Transgression                 | Helio                | Enric Alberich                  |              |
| 2014 | El club de los incomprendidos | Rodrigo              | Carlos Sedes                    |              |
| 2015 | Perdiendo el norte            | Hugo Cifuentes Marín | Nacho G. Velilla                |              |
| 2015 | Matar el tiempo               | Boris                | Antonio Hernández               |              |
| 2020 | Campanadas a muerto           | Luis Kortazar        | Imanol Rayo                     |              |
| 2021 | Érase una vez en Euskadi      | Félix                | Manu Gómez                      |              |

### Televisión
| Año                 | Título                     | Personaje                         | Notas         |
| ------------------- | -------------------------- | --------------------------------- | ------------- |
| 2006-2007           | SMS                        | Andrés                            | 185 episodios |
| 2007-2010           | El internado               | Iván Noiret León                  | 71 episodios  |
| 2010                | Sofía                      | Constantino II de Grecia          | Telefilme     |
| 2011                | Los Quién                  | Paco                              | 1 episodio    |
| 2011                | Gran Reserva               | Manuel Hernández                  | 13 episodios  |
| 2011-2013           | Gran Hotel                 | Julio Olmedo                      | 39 episodios  |
| 2015-2016           | Bajo sospecha              | Víctor Reyes / Víctor Casas       | 18 episodios  |
| 2017-2020           | Las chicas del cable       | Francisco Gómez García            | 42 episodios  |
| 2021                | El internado: Las Cumbres  | Iván Noiret León                  | 1 episodio    |
| 2022                | Los herederos de la tierra | Hugo Llor                         | 8 episodios   |
| 2023; 2025-presente | Memento Mori               | Augusto Ledesma / Orestes Ledesma | ¿? episodios  |
| 2025-presente       | Velvet: el nuevo imperio   | Alberto Márquez                   | ¿? episodios  |

## Teatro
- Antígona (2017) como Corifeo.

## Premios
- Nominado al mejor actor de drama en el Festival de televisión de Montecarlo 2009.
- Ganador del premio al mejor actor revelación por la Asociación de Cronistas del Espectáculo de Nueva York (ACE), por su papel en El internado (abril de 2010).
- Ganador de los Fotogramas de Plata 2011 y 2016 al mejor actor de televisión.
- Ganador de los  Premios Madrid Imagen (MIM Series) 2015 al mejor actor dramático de televisión por Bajo sospecha, emitida en Antena 3.